# Pseudolampis guttata
Pseudolampis guttata är en skalbaggsart som först beskrevs av J. L. Leconte 1884.  Pseudolampis guttata ingår i släktet Pseudolampis och familjen bladbaggar. Inga underarter finns listade i Catalogue of Life.